# Lobelia tenuior
Espèce
Classification phylogénétique
Lobelia tenuior est une espèce de Lobelia de la famille des Campanulaceae originaire d'Australie-Occidentale
.